# یانگ مای لای
یانگ مِی لِی (انگلیسی: Young Maylay؛ زادهٔ ۱۷ ژوئن ۱۹۷۹) خواننده رپ، صداپیشه، تهیه‌کننده موسیقی، و آهنگساز اهل ایالات متحده آمریکا است. وی از سال ۲۰۰۰ میلادی تاکنون مشغول فعالیت بوده‌است. بیشتر شهرت او مربوط به صداپیشگی او برای شخصیت کارل جانسون در بازی اتومبیل دزدی بزرگ:سن آندریاس است.